# Digital Video Broadcasting

Logo du consortium DVB.

Répartition géographique des principales normes de télédiffusion numérique

Pour les articles homonymes, voir DVB (homonymie).
Digital Video Broadcasting abrégé en DVB et traduisible par « diffusion vidéo numérique »), désigne un ensemble de normes internationales de télévision numérique édictées par le consortium européen DVB et utilisées dans une majorité de pays. Ses principales concurrentes sont la norme ATSC exploitée en Amérique du Nord) et la norme ISDB exploitée en Asie du Sud-Est et en Amérique du Sud).

## Historique
Successeur du projet Eurêka 95 qui a donné naissance aux normes D2 MAC et HD MAC visant à faire évoluer la télévision analogique, le projet européen DVB entame la première phase de son développement en 1993. Précédé de quelques mois, en Amérique du Nord, le forum Grand Alliance organise également le même type de développements de télévision numérique et de Haute Définition. Certains acteurs majeurs sont impliqués à la fois dans les deux forums dont les objectifs sont similaires, notamment le français  Thomson Consumer Electronics et le hollandais Philips Consumer Electronics. Cette double implication favorise successivement l'adoption de plusieurs normes parmi lesquelles, le MPEG-2, les modulations QPSK et OFDM ainsi qu'une série de brevets dont les licences sont essentiellement mises en commun. Le projet DVB exploite ainsi l'expérience acquise par les mêmes acteurs pour les normes analogiques de télévision améliorée en Europe : le D2 Mac, le HD Mac, les accès conditionnels EuroCrypt (Philips, France Télécom), Videocrypt (Thomson Consumer Electronics) ou SECA (Kudelski, Canal+).

### Objectifs du projet
- Le but principal consiste à développer un ensemble complet de techniques de télédiffusion numérique par satellite, par câble et par antenne radio sous forme de « pré-standardisation » ;
- Au lieu de n'associer qu'une seule chaîne par canal (ou fréquence porteuse) de télédiffusion, le système DVB s'apparente à un « récipient » qui véhicule une combinaison de mutiples sources vidéo, audio et données multimédias. Il doit être ouvert (compatible) et évolutif depuis la SDTV (résolution standard 625 lignes), vers l'EDTV (résolution améliorée de type 720p) et la future HD TV, le format d'image 16/9, le son multicanal et être capable de retransmettre toute forme de média numérique à venir ;
- L'objectif consiste à définir une série de normes au standard ETSI pour les « couches physiques » (combinaison des données de contenus diffusés), la correction d’erreurs (compensation en réception) et le transport (transmission) pour chaque mode de diffusion ;
- Un rapport ETSI doit décrire les principaux systèmes de bande de base représentant toutes les options envisageables pour la transmission ;
- Dans la mesure du possible, afin de réduire les coûts industriels, le DVB doit intégrer des points communs entre les différentes plates-formes de diffusion (câble, satellite, hertzien terrestre, etc.) et déboucher sur des dispositifs accessibles au marché grand public ;
- Le projet DVB consiste à réemployer, optimiser, combiner, officialiser et harmoniser les normes ouvertes numériques existantes, dès lors qu'elles sont publiées.

## Technique

### Démystification
Bien que le DVB ne définit qu’une partie du processus de la télédiffusion numérique, ses normes représentent une grosse partie de leurs techniques.
Pour une même bande passante, l’arrivée du traitement et du codage (compression) numérique de la vidéo et de l’audio, il devient possible de transmettre davantage de services ;Pour une même bande passante, l’arrivée du traitement et du codage (compression) numérique de la vidéo et de l’audio, il devient possible de transmettre davantage de services[incompréhensible] les fournisseurs de contenu souhaitent proposer plus de chaînes, ce qui permet ainsi un meilleur ciblage du public, par leur déclinaison thématique.
Le format MPEG-2 permet de délivrer de bout en bout, une qualité professionnelle de type « broadcast » au public ; la nouvelle norme doit ainsi permettre l’interopérabilité des équipements depuis le codage de la source et jusqu’au décodeur final (terminal ou téléviseur) installé chez le téléspectateur.

#### Fonctionnement
En sortie de la régie vidéo ou de la régie finale de la chaîne de télévision, le signal numérique n'est pas encore adapté pour la transmission télévisuelle. Ces signaux sont traités par des équipements encodeurs afin de séparer la vidéo, la ou les pistes audio(s) ainsi que le télétexte. Le codage comprend aussi une partie compression de données, et pour cela, la plus utilisée reste la norme MPEG-2, laquelle se voit lentement remplacée par la norme MPEG-4, plus récente et plus efficiente.
À l'étape suivante, tous ces services numérisés et traités sont multiplexés afin d’y adjoindre d’autres fonctionnalités telles que les sous-titres DVB, les applications interactives, l’accès conditionnel permettant la protection du contenu, le niveau parental ou protection par type de contenu (enfant, adulte…) et sa commercialisation. Ces dispositifs corrigent des erreurs de codage ou des artefacts.
Au cours du processus de multiplexage, les différents services (chaînes, jeux, radio…) sont combinés en flux de transport (TS, Transport Stream) par l’adjonction de tables DVB pour les ordonner. Chaque TS peut ainsi véhiculer jusqu’à 20 chaînes de télévision en MPEG-2, et jusqu'à une quarantaine en MPEG-4, en fonction de leur définition image, du mode de transport et de la compression (débits, profils, niveaux...) par les différents algorithmes qui traitent ces données audio et vidéo.
Une fois ce processus réalisé, ce flux est retransmis soit sous la forme d’un bouquet numérique vers les usagers qui disposent d'un décodeur ou terminal adapté (Set-top box) compatible. Il effectue le processus inverse : démultiplexage, vérification des droits d’accès, décodage et restitution des signaux vers le téléviseur, par un modulateur analogique PAL, soit par une sortie Péritel (SCART) sous la forme d’un signal composite ou RVB pour la vidéo et analogique pour l’audio, soit par une sortie numérique HDMI et audio numérique.

### Bouquet numérique
Un bouquet numérique se compose en général d’une série de flux de données avec en leur sein une série de services qui eux-mêmes se composent d’un ou de plusieurs flux élémentaires.
En règle générale, un bouquet n’est composé que d’un seul réseau, mais s’il est composé de services provenant d’un autre réseau, une table particulière appelée BAT définira ceux-ci
- Sachant ceci, chaque réseau comporte un numéro unique assigné par l’organisation DVB, le ONID (Original Network IDentifier = identifiant du réseau d’origine).
  - Un réseau peut être divisé en sous-réseaux, pratique généralisée chez les câblo-opérateurs. Ce réseau comporte un numéro unique, le NID (Network IDentifier = identifiant de réseau)
- Chaque flux de transport aura un numéro unique au sein du réseau, le TSID (Transport Stream IDentifier = identifiant de flux de transport)
- Chaque service aura un numéro unique au sein du flux de transport, le SID (Service IDentifier = identifiant de service)
- Chaque flux élémentaire aura un numéro unique au sein du flux de transport, le PID (Packet IDentifier = identifiant de paquet)

Nous parlerons alors du triplet DVB se composant de la suite suivante : ONID/TSID/SID.

### Diffusion des programmes
Le DVB est surtout une norme qui concerne la signalisation diffusée dans le flux (les tables DVB), ainsi que la couche matérielle en fonction du mode de transmission qui permet à tout décodeur DVB de retrouver les programmes reçus. Par définition, elle enrichit les normes utilisées pour la transmission numérique sans « réinventer la roue ». Les différents canaux numérisés (de télévision principalement, mais aussi de radio) sont multiplexés : ils sont séparés en audio, en vidéo, en données, découpés en paquets ; les différents paquets, provenant d’une ou plusieurs sources, sont transmis en série, en utilisant la technique FIFO pour First In First Out (premier entré, premier sorti).
Un programme de TV se compose donc du flux de la composante vidéo, du flux de la composante audio, du flux des sous-titres en français, du flux des sous-titres en anglais, etc.
Chacun de ces paquets est appelé flux élémentaire et est estampillé d’un numéro unique d’identification, ou Packet IDentifier (PID).
En sortie du multiplexeur se trouve donc soit un MPTS (Multiple Program Transport Stream) contenant plusieurs programmes, soit un SPTS (Single Program Transport Stream) contenant un seul programme.
Les tables DVB servent à définir chacun de ces flux élémentaires, et à les associer les uns aux autres.

### Table
| PID    | Abbr | Nom                       | Description |
| ------ | ---- | ------------------------- | --- |
| 0x0000 | PAT  | Program Association Table | Liste les PMT et la NIT |
| 0x0001 | CAT  | Conditional Access Table  | Fournit les informations sur le système d’accès conditionnel, ainsi que la localisation de l’EMM                                      |
| 0xnnnn | PMT  | Program Map Table         | Identifie et indique la localisation des flux contenus dans chaque service, ainsi que la localisation du PCR pour chacun des services |

| PID    | Abbr | Nom                       | Description                                                                                       |
| ------ | ---- | ------------------------- | ------------------------------------------------------------------------------------------------- |
| 0x0010 | NIT  | Network Information Table | Fournit les informations au sujet du réseau physique                                              |
| 0x0011 | SDT  | Service Description Table | Décrit les services du système                                                                    |
| 0x0011 | BAT  | Bouquet Association Table | Décrit les services d’un bouquet (n’est donc pas limité à un seul réseau).                        |
| 0x0012 | EIT  | Event Information Table   | Décrit les événements des services : par exemple nom de l’événement, heure de départ, durée, etc. |
| 0x0014 | TDT  | Time Definition Table     | Fournit l’information sur la date et l’heure au format UTC.                                       |
| 0x0014 | TOT  | Time offset Table         | Fournit l’information sur la date et l’heure au format UTC, ainsi que le fuseau horaire.          |

#### Particularité
PMT
On peut trouver une ou plusieurs PMT par TS.

S’il y a plusieurs PMT dans un TS, il y en aura autant que de services présents.
NIT et SDT
La NIT et la SDT fournissent différentes informations, selon que la table transmet les informations du flux Transport Stream courant, ou bien celle des autres flux TS présents sur le réseau.
On parle alors de NIT Actual ou SDT Actual pour le flux sur lequel le décodeur est syntonisé, et de NIT other ou SDT other pour les autres Transport Stream présents sur le réseau.
EIT
En raison de la quantité d’informations à transporter, la table EIT est divisée en plusieurs sous-divisions.
- EIT actual p/f (present/following) fournit les informations sur les événements présents et suivants pour le présent Transport Stream
- EIT other p/f (present/following) fournit les informations sur les événements présents et suivants pour les autres Transport Stream du réseau
- EIT actual sch (schedule) fournit les informations futures sur les événements à venir sur le présent Transport Stream
- EIT other sch (schedule) fournit les informations futures sur les événements à venir sur les autres Transport Stream du réseau

#### Les descripteurs
Pour permettre au décodeur de gérer efficacement les flux élémentaires, une série de descripteurs sont définis par DVB, et sont inclus dans les tables.

Ces descripteurs définissent par exemple le type du flux élémentaire vidéo (MPEG2, MPEG4), le type du flux élémentaire audio (MPEG1, MPEG2…), mais aussi le langage de l’audio, ou bien encore le type du service.

#### Type de service
DVB définit aussi quel est le type de chaque service.
En effet, il est apparu utile, pour ne pas dire nécessaire, de pouvoir classer les services en fonction du type de contenu, afin de permettre, entre autres, un meilleur agencement des services avec les applications spécifiques présentes sur le décodeur du client final.
| Type | Définition                           |
| ---- | ------------------------------------ |
| 0x01 | Digital television service           |
| 0x02 | Digital radio sound service          |
| 0x03 | Teletext service                     |
| 0x06 | Mosaic service                       |
| 0x11 | MPEG-2 HD digital television service |
| 0x16 | MPEG-4 SD digital television service |
| 0x19 | MPEG-4 HD digital television service |

#### Numérotation
Pour une navigation simplifiée, l’utilisateur dispose d’une télécommande numérique permettant d’appeler une chaîne par son numéro. Si aucune numérotation n’est définie, il est dès lors impossible de reconstituer le service pour la majorité des décodeurs, même si certains d’entre eux permettent d’associer un PID audio et un PID vidéo avec un PID PMT.
Pour faire l’économie de la numérotation (1 à 999 défini par la norme) il est possible d’utiliser une application qui établit une liste des programmes par type et affiche une page de navigation. Cela s'applique pour la plupart des applications radio et pour les applications interactives. Mais il reste toujours possible d’assigner un numéro pour une radio numérique, voire une application.

### Voie de retour
La voie de retour est le moyen mis en œuvre pour permettre la mise en application d’un certain nombre de services interactifs.
Par exemple permettre aux téléspectateurs de réagir sur un sujet en direct par l’adjonction d’une fenêtre posant une question multi-choix.
Mais aussi, la voie de retour permet d’interroger le décodeur sur son état, ou bien la carte d’accès conditionnel, ou encore les statistiques « audimat ».
Dans la plupart des pays européens, il est interdit d’utiliser la voie de retour sur un client spécifique pour en obtenir des informations de marketing. Cependant, pour des opérations de maintenance, ou plus simplement d’amélioration des services, des sondages ponctuels sont effectués par secteur pour peaufiner la mise en œuvre de nouveaux services.
Un certain nombre de normes DVB définissent, ou plutôt complètent, les spécifications existantes pour la voie de retour.
Cette voie de retour peut être n’importe quel moyen de transmission, même si aujourd’hui les opérateurs satellite utilisent le téléphone, tandis que les opérateurs câble utilisent le modem DOCSIS, alors que les opérateurs ADSL disposent par défaut d’une connexion bi-directionnelle.

## Normes
Afin de fournir une norme propre à chaque technique de transmission, une norme existe pour chacune d’elles afin d’assurer une transmission parfaite des données depuis son point d’origine jusqu’au décodeur du client final, en respectant les spécificités propres à chaque média de transport.
En plus de définir la manière de transporter un flux DVB d’un point A vers un point B, plusieurs autres normes définissent l’interactivité, les sous-titres, l’accès conditionnel et bien d’autres.
Donc, pour un réseau donné, plusieurs normes seront mises en application pour se conformer au standard.
La liste des normes s’organise par champs d’application.
| Normes                                   | Description                                       |
| ---------------------------------------- | ------------------------------------------------- |
| Transmission                             |                                                   |
| DVB-S                                    | Transmission satellite                            |
| DVB-S2                                   | Transmission satellite version 2                  |
| DVB-C                                    | Transmission câble                                |
| DVB-CS                                   | Transmission satellite                            |
| DVB-T                                    | Transmission terrestre                            |
| DVB-T2                                   | Transmission terrestre version 2                  |
| DVB-H                                    | Récepteur portable                                |
| DVB-SH                                   | Récepteur portable transmission par satellite     |
| DVB-MDS                                  | Transmission satellite multipoint                 |
| DVB-DSNG                                 | Transmission satellite temporaire                 |
| Multiplexage                             |                                                   |
| DVB-SI                                   | Définition des tables                             |
| DVB-DATA                                 | Diffusion (broadcast) des données                 |
| DVB-SSU                                  | Mise à jour logicielle des récepteurs             |
| DVB-TVA                                  | Enregistreur digital personnel                    |
| DVB-GSE                                  | Données génériques                                |
| Codage des sources                       |                                                   |
| DVB-MPEG                                 | Utilisation d’un système MPEG2                    |
| Sous-titrage                             |                                                   |
| DVB-SUB                                  | Sous-titres                                       |
| Interactivité                            |                                                   |
| DVB-NIP                                  | Service interactif, protocole non spécifié        |
| DVB-RCC                                  | Service interactif par câble                      |
| DVB-RCP                                  | Service interactif par réseau commuté             |
| DVB-RCD                                  | Service interactif par DECT                       |
| DVB-RCL                                  | Service interactif par LMDS                       |
| DVB-RCG                                  | Service interactif par GSM                        |
| DVB-RCCS                                 | Service interactif par satellite                  |
| DVB-RCS                                  | Service interactif par satellite                  |
| DVB-RCT                                  | Service interactif par transmission terrestre     |
| DVB-RCGPRS                               | Service interactif par GPRS                       |
| MHP                                      |                                                   |
| DVB-MHP                                  | Plate-forme multimédia                            |
| DVB-PCF                                  | Contenu au format pour portable                   |
| Protection du contenu/Gestion des droits |                                                   |
| DVB-CPCM                                 | Protection du contenu/Gestion des droits          |
| Interfaçage                              |                                                   |
| DVB-PDH                                  | Réseau PDH                                        |
| DVB-SDH                                  | Réseau SDH                                        |
| DVB-ATM                                  | Réseau ATM                                        |
| DVB-HAN                                  | Réseau HAN                                        |
| DVB-HLN                                  | Réseau HLN                                        |
| DVB-CI                                   | Interface commune pour l’accès conditionnel       |
| DVB-PI                                   | Interface pour CATV/SMATV et ASI                  |
| DVB-IRDI                                 | Interface entrée/sortie décodeur                  |
| Protocole internet                       |                                                   |
| DVB-IPTV                                 | Par réseau IP                                     |
| DVB-IPDC                                 | IP datacast sur réseau DVB-H                      |
| Accès conditionnel                       |                                                   |
| DVB-CSAS                                 | Support du chiffrement et de l’accès conditionnel |
| DVB-SIM                                  | Simulcrypt                                        |
| Analyse et mesure                        |                                                   |
| DVB-M                                    | Analyse et mesure des flux DVB/MPEG               |